# The Haunting
The Haunting é um filme norte-americano de 1999 dirigido por Jan de Bont e do gênero terror. Este é um remake do filme Desafio do Além de 1963, por sua vez baseado no livro A Assombração da Casa da Colina de Shirley Jackson publicado em 1959.

## Sinopse
Eleanor Lance (Lili Taylor), uma mulher bastante solitária que tem insônia, resolve atender ao chamado de ir até à Hill House para se encontrar com o Dr. David Marrow (Liam Neeson), que vai fazer lá uma experiência com ela. Lá estão também Theo (Catherine Zeta-Jones), uma bela mulher bissexual que aparenta ser bastante independente, e Luke (Owen Wilson), que sente-se atraído por Theo e é o primeiro a perceber que o estudo não tem nada ligado a problemas de insônia. Eleanor, ou melhor Nell, como gosta de ser chamada, é a pessoa mais sensível do grupo e sente-se fortemente atraída pela casa. O grupo é avisado que ninguém chega perto da mansão quando escurece, assim ninguém poderá ouvir seus gritos. Eles acham o aviso estranho mas logo o entendem quando se deparam com estranhos acontecimentos, principalmente Nell, que ouve vozes de crianças pedindo para serem libertadas. Gradativamente eles descobrem o terrível segredo, que envolve a Hill House.

## Elenco
- Lili Taylor - Eleanor "Nell" Vance
- Liam Neeson - Dr. David Marrow
- Catherine Zeta-Jones - Theodora "Theo"
- Owen Wilson - Luke Sanderson
- Bruce Dern - Sr. Dudley
- Marian Seldes - Sra. Dudley
- Alix Koromzay - Mary Lambetta
- Todd Field - Todd Hackett
- Virginia Madsen - Jane
- Michael Cavanaugh - Dr. Malcolm Keogh
- Tom Irwin - Lou
- Charles Gunning - Hugh Crain

## Produção
Steven Spielberg conversou com Stephen King sobre fazer um filme de casa assombrada, e os dois concordaram que o filme The Haunting de Robert Wise de 1963 era uma referência de terror cinematográfico, mas depois que eles começaram a escrever, os dois tiveram diferenças criativas. Spielberg concordou com a ideia de King de usar a Winchester Mystery House da vida real, em San José, Califórnia, como fonte de inspiração.
O designer de produção argentino Eugenio Zanetti (Restoration - 1995 e What Dreams May Come - 1998) projetou os interiores.

## Filmagens
As filmagens começaram em 30 de novembro de 1998, e terminou em 9 de abril de 1999. Harlaxton Manor, na Inglaterra, foi usado como o exterior de Hill House. A cena da sala de bilhar foi filmada no Grande Salão da mansão, enquanto muitos dos conjuntos interiores foram construídos dentro do hangar em forma de cúpula que já abrigou Hughes H-4 Hercules, perto do navio a vapor RMS Queen Mary, em Long Beach, Califórnia. As cenas da cozinha foram filmadas no Castelo de Belvoir. 
O filme foi sobrecarregado por refilmagens, em parte porque o cineasta Caleb Deschanel deixou as diferenças criativas uma semana em filmagens.

## Recepção crítica
The Haunting foi criticamente criticado após seu lançamento, com a maioria dos críticos citando seu roteiro fraco, seu uso excessivo de clichês de terror, e seus efeitos CGI exagerados. Rotten Tomatoes deu ao filme uma avaliação "Rotten" de 15% de 97 críticas, com o consenso crítico afirmando que "Efeitos visuais sofisticados não conseguem compensar performances desajeitadas e um roteiro desigual". O público pesquisado pelo CinemaScore deu ao filme uma nota média de "C+" em uma escala A+ para F.  Como resultado das críticas negativas, foi indicado para cinco categorias do Framboesa de Ouro, mas não ganhou nenhum deles, todos os cinco dos quais foram para Wild Wild West. Roger Ebert foi um dos poucos críticos a dar uma crítica positiva ao filme, elogiando o design da produção em particular.

### Prêmios e indicações
| Prêmio                    | Categoria | Indicados                                     | Resultado |
| ------------------------- | --- | --------------------------------------------- | --------- |
| Framboesa de Ouro         | Pior Filme                                                                                                   | Donna Roth, Colin Wilson e Susan Arthur       | Indicado  |
| Framboesa de Ouro         | Pior Diretor                                                                                                 | Jan de Bont                                   | Indicado  |
| Framboesa de Ouro         | Pior Atriz                                                                                                   | Catherine Zeta-Jones (também para Entrapment) | Indicado  |
| Framboesa de Ouro         | Pior Roteiro                                                                                                 | David Self                                    | Indicado  |
| Framboesa de Ouro         | Pior Casal na Tela                                                                                           | Lili Taylor e Catherine Zeta-Jones            | Indicado  |
| Stinkers Bad Movie Awards | Pior Filme (Menções Desonrosas)                                                                              | The Haunting                                  | Venceu    |
| Stinkers Bad Movie Awards | Pior Senso de Direção                                                                                        | Jan de Bont                                   | Indicado  |
| Stinkers Bad Movie Awards | Pior roteiro para um filme que arrecada mais de US$100 milhões mundialmente usando a matemática de Hollywood | David Self e Michael Tolkin                   | Indicado  |
| Stinkers Bad Movie Awards | Pior Remake                                                                                                  | The Haunting                                  | Venceu    |
| Stinkers Bad Movie Awards | O Remake, Sequência ou Prequela que ninguém estava clamando                                                  | The Haunting                                  | Indicado  |
| Stinkers Bad Movie Awards | Menos efeitos especiais "especiais"                                                                          | The Haunting                                  | Indicado  |